# Lucas Cruz
Lucas Cruz Senra (Barcelona, Cataluña, España, 26 de diciembre de 1974) es un ingeniero informático español, más conocido como copiloto de carreras de raid. Ha disputado dieciocho ediciones del Rally Dakar, siendo ganador en 2010, 2018, 2020 y 2024, y tercero en 2011 y 2021 como copiloto de Carlos Sainz, y tercero en 2014 con Nasser Al-Attiyah.

## Trayectoria
Empezó a correr en 1994, en el Campeonato de Rally de Cataluña. En 2001 logró su primera victoria en el Campeonato de España de Rally, junto con el piloto Txus Jaio con un Ford Focus WRC, como parte del Team Carlos Sainz Junior. Después de unos años de carreras en asfalto y tierra, comenzó a correr Rally raid con el conductor José Luis Monterde, terminando el Rally Dakar de 2001 como los primeros novatos y aficionados, conduciendo un Nissan Patrol GR.
De nuevo participó en el Rally Dakar de 2006 como copiloto de camión para el equipo Volkswagen Motorsport, junto con el conductor Jordi Pujol.
En 2007 fichó por Mitsubishi, donde permaneció durante dos años, junto con Nani Roma como nuevo compañero de equipo. Ellos asistieron a los Rally Dakar de 2007 y 2009, logrando el décimo lugar como el mejor resultado es la clasificación final. Además terminaron segundos en el Rally Transibérico y en la Baja España, tanto en 2007 como en 2008.
En mayo de 2009, Cruz volvió al equipo Volkswagen, esta vez para compartir la cabina con el campeón del mundo Carlos Sainz. En su primera carrera juntos lograron ganar el Rally dos Sertões y el Silk Way Rally. El equipo formado por Sainz y Cruz completó su logro más importante al ganar el Rally Dakar de 2010, con el Volkswagen Touareg por delante de otros dos Volkswagen, conducidos por Nasser Al-Attiyah y Mark Miller, respectivamente. En el Rally Dakar de 2011, fueron segundos, superados esta vez por su compañero de equipo, Nasser Al-Attiyah.
A partir de 2012, pasa a ser copiloto de Nasser Al-Attiyah. En los Rally Dakar de 2012 y Rally Dakar de 2013 abandonan, aunque en el Rally Dakar de 2014, consiguen la tercera plaza a los mandos de un MINI y logran vencer en dos etapas.
En 2015 fichó por el equipo Peugeot, en el regreso de la marca al Rally Dakar, como copiloto de Carlos Sainz en el Peugeot 2008 DKR, un Buggy que pese a la preparación no tuvo buenos resultados, y que para el Dakar del 2016 fue totalmente rediseñado, presentándose ahora sí como uno de los favoritos.
Es tetracampeón del Dakar junto con Carlos Sainz (2010, 2018, 2020, 2024).

## Participaciones en el Rally Dakar
| Año  | Categoría | Vehículo                     | Clasificación | Notas                                                                                 |
| ---- | --------- | ---------------------------- | ------------- | ------------------------------------------------------------------------------------- |
| 2001 | Coche     | Nissan Patrol GR             | 21º           | Copiloto de José Luis Monterde Mejor rookie                                           |
| 2006 | Camión    |                              |               | Copiloto de Jordi Pujol                                                               |
| 2007 | Coche     | Mitsubishi                   | 13º           | Copiloto de Nani Roma                                                                 |
| 2009 | Coche     | Mitsubishi                   | 10º           | Copiloto de Nani Roma                                                                 |
| 2010 | Coche     | Volkswagen Touareg II        | 1º            | Copiloto de Carlos Sainz Campeón del Rally Dakar Vencedor de 2 etapas                 |
| 2011 | Coche     | Volkswagen Touareg III       | 3º            | Copiloto de Carlos Sainz Vencedor de 7 etapas                                         |
| 2012 | Coche     | Hummer                       | Abandono      | Copiloto de Nasser Al-Attiyah Abandono por problemas mecánicos Vencedor de 2 etapas   |
| 2013 | Coche     | Buggy                        | Abandono      | Copiloto de Nasser Al-Attiyah Abandono por problemas en el motor Vencedor de 3 etapas |
| 2014 | Coche     | MINI                         | 3º            | Copiloto de Nasser Al-Attiyah Vencedor de 2 etapas                                    |
| 2015 | Coche     | Peugeot 2008 DKR             | Abandono      | Copiloto de Carlos Sainz                                                              |
| 2016 | Coche     | Peugeot 2008 DKR             | Abandono      | Copiloto de Carlos Sainz Vencedor de 2 etapas                                         |
| 2017 | Coche     | Peugeot 3008 DKR             | Abandono      | Copiloto de Carlos Sainz                                                              |
| 2018 | Coche     | Peugeot 3008 DKR Maxi        | 1º            | Copiloto de Carlos Sainz Campeón del Rally Dakar Vencedor de 2 etapas                 |
| 2019 | Coche     | MINI John Cooper Works Buggy | 13º           | Copiloto de Carlos Sainz Vencedor de 1 etapa                                          |
| 2020 | Coche     | MINI John Cooper Works Buggy | 1º            | Copiloto de Carlos Sainz Campeón del Rally Dakar Vencedor de 4 etapas                 |
| 2021 | Coche     | MINI John Cooper Works Buggy | 3º            | Copiloto de Carlos Sainz Vencedor de 3 etapas                                         |
| 2022 | Coche     | Audi RS Q E-Tron             | 12º           | Copiloto de Carlos Sainz Vencedor de 2 etapas                                         |
| 2023 | Coche     | Audi RS Q E-Tron             | Abandono      | Copiloto de Carlos Sainz Vencedor de 1 etapa                                          |
| 2024 | Coche     | Audi RS Q E-Tron             | 1º            | Copiloto de Carlos Sainz Campeón del Rally Dakar                                      |